# 拉巴斯瓦利 (亞利桑那州)
拉巴斯瓦利（英語：La Paz Valley）是位於美國亞利桑那州拉巴斯縣的一個人口普查指定地區。根據2010年美國人口普查，該地人口為699人，而該地的面積約為76.35平方千米。

## 地理
拉巴斯瓦利的座標為33°34′37″N 114°14′31″W / 33.57694°N 114.24194°W，而該地最高點為海拔高度313米（即1027英尺）。